# ام۷ اروسپیس
ام۷ اروسپیس (انگلیسی: M7 Aerospace) شرکت صنایع جنگ‌افزاری آمریکایی است، که در سال ۱۹۸۰ تأسیس شد.